# Stefania Brun
Stefania Brun z d. Unszlicht (ur. 15 czerwca 1888 w Warszawie, zm. 10 grudnia 1947 w Łodzi) – działaczka komunistyczna.

## Życiorys
Z pochodzenia Żydówka, była siostrą Józefa i Juliana Unszlichtów. Od 1903 w SDKPiL, pracowała w technice partyjnej, podczas nauki w ostatniej klasie gimnazjum wydalona ze szkoły za działalność polityczną (swoją i rodzeństwa). W 1904 była członkinią Zarządu Dzielnicowego (ZD) SDKPiL na Pradze, 7 VI 1906 na miesiąc aresztowana i osadzona w Cytadeli Warszawskiej, 26 XI 1904 ponownie aresztowana, w marcu 1907 administracyjnie wydalona z granic Rosji. Od grudnia 1907 w Brukseli, gdzie studiowała na wydziale nauk społecznych miejscowego uniwersytetu. W 1910 nielegalnie wróciła do kraju i na nowo podjęła działalność w SDKPiL. Do grudnia 1911 organizowała pomoc dla więźniów politycznych i prowadziła komunistyczną agitację w Łodzi. Chora na płuca, wyjechała na leczenie do Zakopanego, a potem do Włoch, skąd wróciła w grudniu 1912. W Krakowie poślubiła działacza SDKPiL Juliana Bruna, z którym od 1913 do 1919 przebywała w Bułgarii. W 1922 włączyła się w działalność KPRP jako tłumaczka i korektorka w redakcjach legalnych i nielegalnych pism KPRP/KPP. 1927–1928 pracowała w sowieckim przedstawicielstwie handlowym Paryżu, następnie wyjechała do Moskwy, gdzie wstąpiła do WKP(b) i została kierownikiem Sekretariatu Przedstawicielstwa KPP przy Komitecie Wykonawczym (KW) Kominternu (do 1937). Potem była referentem spraw polskich w Wydziale Kadr Kominternu. We wrześniu 1938 aresztowana i osadzona w łagrze, zwolniona w 1945, wróciła do kraju i wstąpiła do PPR. W Łodzi tłumaczyła na język polski dzieła klasyków marksizmu.
Została pochowana na cmentarzu komunalnym Doły w Łodzi (kwatera: VIII, rząd: 25, grób: 2).